# چگونه جنگ در جزیره من آغاز شد
چگونه جنگ در جزیره من آغاز شد (کرواتی: Kako je počeo rat na mom otoku) فیلمی کرواتی در سبک کمدی سیاه به کارگردانی وینکو برشان است که در سال ۱۹۹۶ منتشر شد. در سال ۱۹۹۹، طبق یک نظرسنجی از هواداران فیلم کرواتی مشخص شد که این کار یکی از بهترین فیلم‌های کرواتی تاریخ است.